# Rowton (Cheshire)
Rowton – wieś w Anglii, w hrabstwie ceremonialnym Cheshire, w dystrykcie (unitary authority) Cheshire West and Chester. Leży 5 km na południowy wschód od miasta Chester i 261 km na północny zachód od Londynu. W 2001 miejscowość liczyła 497 mieszkańców.